# Campionati europei giovanili di nuoto 1978
I VII Campionati europei giovanili di nuoto e tuffi si sono disputati a Firenze dal 27 luglio al 30 luglio 1978.
Hanno partecipato alla manifestazione le federazioni iscritte alla LEN; questi sono i criteri di ammissione:
- le nuotatrici e i nuotatori che nel 1978 non superavano i 15 anni d'età (nati non prima del 1963)
- Le tuffatrici e i tuffatori che nel 1978 non superavano i 16 anni d'età (nati non prima del 1962)
- Convocati della Nazionale Italiana di nuoto under 15. MASCHI: Carlo Capotosti, Francesco Pettini, Andrea Ceccarini, Giovanni Franceschi. Salvatore Massa, Fabrizio Rampazzo, Giulio Sartorio, Federico Silvestri. Carlo Travaini, Massimo Trevisan. DONNE: Paola Biagini, Manuela Carosi, Carla Di Seri, Cinzia Savi Scarponi, Manuela Dalla Valle, Laura Dusio, Roberta Felotti, Maria Grazia Pandini, Daniela Ferrini, Fabiola Cinque, Cristina Quintarelli, Sabrina Seminatore.

## Podi
PI = Primato Italiano assoluto

### Uomini
| Evento       | Oro                 | Tempo    | Argento            | Tempo    | Bronzo              | Tempo    |
| Stile libero |                     |          |                    |          |                     |          |
| 100 m        | Igor Matsan         | 54"49    | Per Johansson      | 54"53    | Thomas Lebherz      | 54"68    |
| 400 m        | Federico Silvestri  | 4'05"75  | Petar Kochanov     | 4'06"48  | Eduard Petrov       | 4'06"66  |
| 1500 m       | Federico Silvestri  | 16'02"63 | Eduard Petrov      | 16'03"29 | Sergei Kalashnikov  | 16'04"00 |
| Dorso        |                     |          |                    |          |                     |          |
| 100 m        | Sándor Wladár       | 1'00"51  | Thomas Lebherz     | 1'01"34  | Julian Bott         | 1'01"62  |
| 200 m        | Sándor Wladár       | 2'07"56  | Gábor Molnár       | 2'11"22  | Frédéric Delcourt   | 2'12"99  |
| Rana         |                     |          |                    |          |                     |          |
| 100 m        | Rolf Beab           | 1'08"53  | Aleksei Komovatov  | 1'08"58  | Carlo Travaini      | 1'09"31  |
| 200 m        | Aleksei Komovatov   | 2'28"84  | Aleksei Kaznacheev | 2'30"20  | Lars Bartz          | 2'31"02  |
| Farfalla     |                     |          |                    |          |                     |          |
| 100 m        | Andreas Behrend     | 57"45    | Fabrizio Rampazzo  | 58"89    | Giovanni Franceschi | 59"55    |
| 200 m        | Fabrizio Rampazzo   | 2'08"09  | Adam Rzeczkowski   | 2'10"36  | Jürgen Paschke      | 2'10"53  |
| Misti        |                     |          |                    |          |                     |          |
| 200 m        | Giovanni Franceschi | 2'12"56  | Thomas Lebherz     | 2'13"28  | Sándor Wladár       | 2'15"08  |

### Donne
| Evento       | Oro                  | Tempo      | Argento              | Tempo   | Bronzo            | Tempo   |
| Stile libero |                      |            |                      |         |                   |         |
| 100 m        | Birgit Walde         | 57"53      | Susanne Schuster     | 59"04   | Janet Bartz       | 59"18   |
| 400 m        | Anett Neumann        | 4'20"58    | Susanne Schuster     | 4'22"82 | Pascale Verbauwen | 4'24"27 |
| 800 m        | Roberta Felotti      | 8'52"02 RI | Jane Donath          | 8'52"67 | Martina Ocik      | 9'00"64 |
| Dorso        |                      |            |                      |         |                   |         |
| 100 m        | Cornelia Polit       | 1'04"16    | Agnes Fodor          | 1'04"63 | Birgit Matz       | 1'05"82 |
| 200 m        | Cornelia Polit       | 2'16"58    | Agnes Fodor          | 2'18"54 | Irina Oliuk       | 2'21"57 |
| Rana         |                      |            |                      |         |                   |         |
| 100 m        | Catherine Poirot     | 1'14"03    | Svetlana Varganova   | 1'14246 | Martina Thran     | 1'15"08 |
| 200 m        | Svetlana Varganova   | 2'38"96    | Martina Thran        | 2'40"40 | Catherine Poirot  | 2'40"87 |
| Farfalla     |                      |            |                      |         |                   |         |
| 100 m        | Cinzia Savi Scarponi | 1'02"00-PI | Martina Ocik         | 1'04"19 | Anett Neumann     | 1'05"03 |
| 200 m        | Martina Ocik         | 2'16"73    | Cristina Quintarelli | 2'17"32 | Cornelia Polit    | 2'19"30 |
| Misti        |                      |            |                      |         |                   |         |
| 200 m        | Birgit Walde         | 2'22"66    | Cinzia Savi Scarponi | 2'24"77 | Anett Neumann     | 2'25"46 |

### Tuffi
| Evento        | Oro             | Tempo  | Argento              | Tempo  | Bronzo         | Punti  |
| Uomini        |                 |        |                      |        |                |        |
| trampolino 3m | P Gildemeister  | 412,26 | Piero Italiani       | 411,27 | A Stein        | 396,00 |
| piattaforma   | Piero Italiani  | 392,52 | Sergei Shalibashvili | 383,13 | Oleg Abaschkin | 381,15 |
| Donne         |                 |        |                      |        |                |        |
| trampolino 3m | Beate Rothe     | 394,02 | Jalina Piyanova      | 368,34 | Martina Pröber | 353,67 |
| piattaforma   | Tania Belyakova | 283,89 | Renee Stahn          | 272,52 | Gabe Franke    | 265,35 |

## Medagliere 1978
- Totale

| Posizione | Paese            | Oro | Argento | Bronzo | Totale |
| --------- | ---------------- | --- | ------- | ------ | ------ |
| 1         | Germania Est     | 8   | 3       | 9      | 20     |
| 2         | Italia           | 7   | 4       | 2      | 13     |
| 3         | Unione Sovietica | 4   | 6       | 4      | 14     |
| 4         | Germania Ovest   | 2   | 5       | 4      | 11     |
| 5         | Ungheria         | 2   | 3       | 1      | 6      |
| 6         | Francia          | 1   | 0       | 2      | 3      |
| 7=        | Bulgaria         | 0   | 1       | 0      | 1      |
| 7=        | Polonia          | 0   | 1       | 0      | 1      |
| 7=        | Svezia           | 0   | 1       | 0      | 1      |
| 10=       | Belgio           | 0   | 0       | 1      | 1      |
| 10=       | Gran Bretagna    | 0   | 0       | 1      | 1      |
| totale    |                  | 24  | 24      | 24     | 72     |

- Nuoto

| Posizione | Paese            | Oro | Argento | Bronzo | Totale |
| --------- | ---------------- | --- | ------- | ------ | ------ |
| 1         | Italia           | 6   | 3       | 2      | 11     |
| 2         | Germania Est     | 6   | 2       | 6      | 14     |
| 3         | Unione Sovietica | 3   | 4       | 3      | 10     |
| 4         | Germania Ovest   | 2   | 5       | 4      | 11     |
| 5         | Ungheria         | 2   | 3       | 1      | 6      |
| 6         | Francia          | 1   | 0       | 2      | 3      |
| 7=        | Bulgaria         | 0   | 1       | 0      | 1      |
| 7=        | Polonia          | 0   | 1       | 0      | 1      |
| 7=        | Svezia           | 0   | 1       | 0      | 1      |
| 10=       | Belgio           | 0   | 0       | 1      | 1      |
| 10=       | Gran Bretagna    | 0   | 0       | 1      | 1      |
| totale    |                  | 20  | 20      | 20     | 60     |

- Tuffi

| Posizione | Paese            | Oro | Argento | Bronzo | Totale |
| --------- | ---------------- | --- | ------- | ------ | ------ |
| 1         | Germania Est     | 2   | 1       | 3      | 6      |
| 2         | Unione Sovietica | 1   | 2       | 1      | 4      |
| 3         | Italia           | 1   | 1       | 0      | 2      |
| totale    |                  | 4   | 4       | 4      | 12     |

## Curiosità
Alla competizione partecipò anche Till Lindemann, futuro cantante dei Rammstein, come atleta della DDR. Till evase dall'albergo per cercare un cinema o giornalini porno e fu per questo espulso dalla squadra.